# Język tende
Język tende albo tiene – język z rodziny bantu, używany w Demokratycznej Republice Konga. W 1977 roku liczba mówiących wynosiła ok. 24 tysięcy.